# Даровка (приток Кобры)
Даровка — река в России, протекает в Даровском районе Кировской области. Устье реки находится в 38 км по правому берегу реки Кобра. Длина реки составляет 15 км.
Исток реки у нежилой деревни Самохичи в 11 км к юго-западу от посёлка Даровской. Река течёт на северо-восток, протекает деревни Чикулаи и Филиха. Притоки — Мизимянная, Шуниха (правые); Безымянка (левый). Нижнее течение проходит в черте посёлка Даровской, где река впадает в Кобру.

## Данные водного реестра
По данным государственного водного реестра России относится к Камскому бассейновому округу, водохозяйственный участок реки — Вятка от города Киров до города Котельнич, речной подбассейн реки — Вятка. Речной бассейн реки — Кама.
Код объекта в государственном водном реестре — 10010300312111100035843.